# Cratyna nigerrima
Cratyna nigerrima är en tvåvingeart som först beskrevs av Werner Mohrig och Nina Krivosheina 1979.  Cratyna nigerrima ingår i släktet Cratyna och familjen sorgmyggor. Arten är reproducerande i Sverige. Inga underarter finns listade i Catalogue of Life.